# Acevedo (Kolumbien)
Acevedo ist eine Gemeinde (municipio) im Departamento Huila in Kolumbien. 

## Geografie
Acevedo liegt im Süden von Huila, in der Subregion Subsur, 182 km von Neiva entfernt auf einer Höhe von 1348 m ü. NN und hat eine Durchschnittstemperatur von 22 °C. Das Gebiet der Gemeinde ist geprägt von der Serranía de la Ceja, die zur Ostkordillere der kolumbianischen Anden gehört. Die Gemeinde grenzt im Norden an Suaza, im Süden an San José del Fragua im Departamento del Caquetá und an Piamonte im Departamento del Cauca, im Osten an Belén de los Andaquíes in Caquetá und im Westen an Palestina, Pitalito und Timaná.

## Bevölkerung
Die Gemeinde Acevedo hat 25.713 Einwohner, von denen 4656 im städtischen Teil (cabecera municipal) der Gemeinde leben (Stand: 2022).

## Geschichte
Das Gebiet von Acevedo war schon seit etwa dem Jahr 700 vom indigenen Volk der Andaquí bewohnt. In der Kolonialzeit wurden in der Region verschiedene Orte von den Spaniern gegründet, um die Indigenen besser kontrollieren zu können. Das heutige Acevedo befindet sich seit 1756 am heutigen Ort, zunächst unter dem Namen San Francisco Javier de la Ceja. Im 19. Jahrhundert erhielt die Gemeinde vorübergehend  (unter dem Namen Cea) den Status einer Gemeinde, wurde aber danach wieder Suaza zugeteilt. Seit 1898 hat der Ort, zunächst als La Concepción, endgültig den Status einer Gemeinde. Den heutigen Namen erhielt Acevedo 1935 zu Ehren von José Acevedo y Gómez.

## Wirtschaft
Der wichtigste Wirtschaftszweig von Acevedo ist die Landwirtschaft. Insbesondere wird Kaffee angebaut, aber auch andere landwirtschaftliche Produkte spielen eine Rolle. Daneben gibt es Rinder-, Milch- und Geflügelproduktion.

## Tourismus
Auf dem Gebiet der Gemeinde Acevedo befindet sich ein Teil des Naturparks Cueva de los Guácharos, in dem insbesondere Vögel beobachtet werden können. Die Gemeinde verfügt zudem über den eigenen Naturpark La Correntosa.